# Stazione di Fidenza
Stazione di Fidenza vasútállomás Olaszországban, Fidenza településen.

## Vasútvonalak
Az állomást az alábbi vasútvonalak érintik:
- Milánó–Bologna-vasútvonal
- Cremona–Fidenza-vasútvonal
- Fidenza-Fornovo-vasútvonal
- Fidenza-Salsomaggiore Terme-vasútvonal

## Kapcsolódó állomások
A vasútállomáshoz az alábbi állomások vannak a legközelebb:
- Alseno railway station
- Parola railway halt
- Stazione di Castione dei Marchesi
- Stazione di Borghetto Parmense
- Vaio-Ospedale railway halt